# Goedaoeri
Goedaoeri (Georgisch: გუდაური) is een populair skioord in het noorden van Georgië in de gemeente Kazbegi. Het dorp is gesitueerd op een hoogte van ongeveer 2200 meter boven zeeniveau nabij de Dzjvaripas in de hoofdkam en waterscheiding van de Grote Kaukasus. Goedaoeri ligt hemelsbreed 25 kilometer ten zuidwesten van het gemeentelijk centrum Stepantsminda en 90 kilometer ten noorden van Tbilisi, een rit van 110 kilometer over de historische Georgische Militaire Weg.

## Geografie
Goedaoeri ligt op een vulkanisch plateau afkomstig van de 3287 meter hoge Sakoche en 3080 meter hoge Sadzele. Deze vulkanische bergen maken deel uit van het skigebied van Goedaoeri en skiliften gaan naar de toppen van deze bergen. Het skioord is het populairste en grootste van Georgië, mede door de gunstige ligging en bereikbaarheid ten opzichte van hoofdstad Tbilisi.

## Geschiedenis
Goedaoeri werd halverwege de 19e eeuw gesticht langs de toen belangrijker wordende Georgische Militaire Weg. In 1887 werd er een meteorologisch station geopend. Door de hoge ligging bleef de nederzetting ook gedurende de Sovjetperiode een onopvallende plaats, totdat er medio 1980 in navolging van Bakoeriani wintersportactiviteiten werden ontplooid. In 1985 werden contracten getekend met het Oostenrijkse Doppelmayr voor de bouw van een hotel en vier skiliften waarvan de eerste in 1988 geopend werd. Inmiddels zijn er 14 skiliften die tot een maximale hoogte van ruim 3200 meter boven zeeniveau reiken, en zijn er 20 skipistes met een totale lengte van 70 kilometer.
Met de opkomst van toerisme naar Georgië in de 21e eeuw zijn er in Goedaoeri ook andere bergsportactiviteiten ontplooid. De bergplaats is een uitvalsbasis voor bergwandelaars, terwijl de thermiek rond de steile bergwanden ook paragliding-activiteiten hebben aangetrokken. Deze werden in augustus 2022 voor onbepaalde tijd opgeschort na een reeks fatale incidenten. Op 29 juli 2022 stortte een Mi-8-helikopter neer die bezig was twee paragliders van een bergwand te redden. Bij deze crash kwamen acht mensen om het leven. Ook het paragliding-ongeval kostte aan een buitenlandse toerist het leven.

## Demografie
Volgens de volkstelling van 2014 had Goedaoeri 54 permanente inwoners,, een betrekkelijk flinke stijging sinds de volkstelling van 2002. De verdere ontwikkeling van Goedaoeri als toeristisch centrum met zowel winter- als zomeractiviteiten en het aantrekken van het toerisme naar Georgië hebben daaraan bijgedragen. Het dorp werd in 2014 geheel door Georgiërs bewoond.
| Aantal                                                       | 44 | 13 | 8 | 54 |
| Verantwoording data: 1923, 1989, volkstellingen 2002 en 2014 |    |    |   |    |

## Vervoer
Goedaeri ligt aan de Georgische Militaire Weg (S3 / E117), de doorgaande weg Tbilisi - Vladikavkaz (Rusland). Richting de Russische grens gaat deze weg over de 2379 meter hoge Dzjvaripas, via Stepantsminda en de Darjalkloof naar de enige open Georgisch-Russische grensovergang. Richting Tbilisi passeert de weg Pasanaoeri en Ananoeri.
Sinds 2021 wordt gewerkt aan de Goedaoeri Bypass, een 23 kilometer lange bypass van Goedaoeri en de Dzjvaripas waarbij een 9 kilometer lange tunnel wordt geboord door de Sadzele berg. Dit moet het drukke vrachtverkeer op Rusland uit Goedaoeri houden en haalt de klim naar de pas uit de route.